# Bataille de Preslav

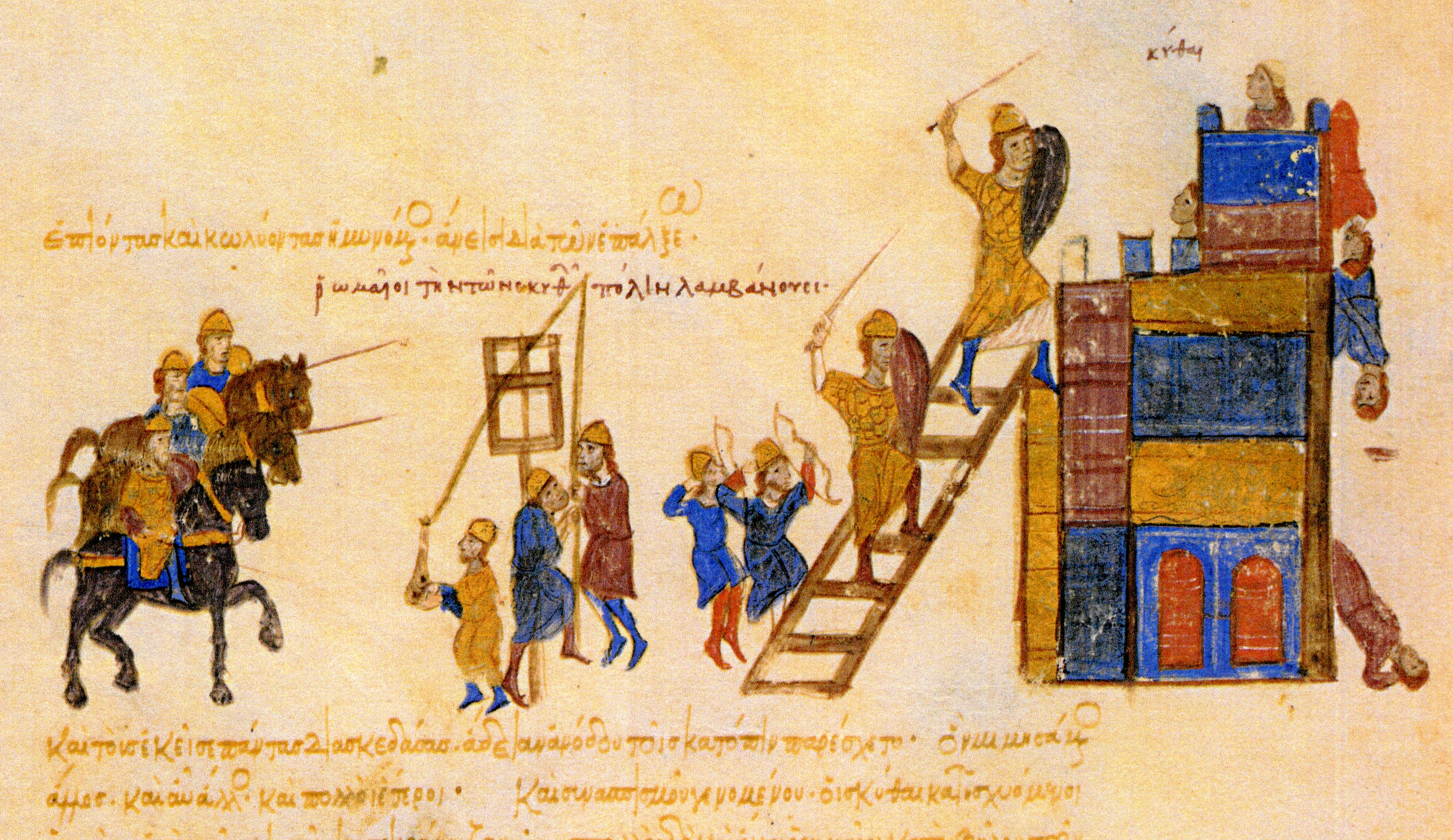
L'attaque de Preslav par les Byzantins, Chronique de Jean Skylitzès

La bataille de Preslav est une victoire des forces byzantines dirigées par l'empereur Jean Ier Tzimiskès sur les forces russes dirigées par Sviatoslav Ier.
La bataille de Preslav est un épisode de la guerre entre Byzantins et Russes qui se déroula de 969 à 971.
À la suite de la bataille d'Arcadiopolis et à la révolte de Bardas Phocas, les Byzantins peuvent reprendre la guerre contre les Russes. Une flotte de 300 navires vogue sur le Danube pour prendre les Russes à revers tandis que Jean Ier Tzimiskès, à la tête de son armée, va rejoindre le corps d'observation dirigé par Jean Kourkouas à Andrinople. Les Russes n'ayant pas cherché à bloquer le passage des Balkans, les Byzantins le franchissent sans difficulté le 2 avril. Deux jours plus tard, le basileus mit en déroute après une bataille acharnée le gros des forces russes qui défendaient Pereiaslavets (Preslav).
À la suite de cette bataille, les Byzantins prennent d'assaut Preslav et continuent leur lutte contre les Russes qui prend fin avec la bataille de Dorystolon.